# امامزاده عباس (ساری)
امامزاده عباس ساری در استان مازندران، (شمال شرقی) شهرستان ساری، جاده ساری به نکا(بلوار امام رضا)، بعد از پل تجن، محله آزاد گله، خیابان امامزاده عباس واقع شده‌است.

## شرح بارگاه امامزاده عباس ساری
این زیارتگاه یکی از شاهکارهای معماری قرن نهم هجری است که در۳۰ دقیقه و ۳۶ درجه عرض جغرافیایی و در۵۸ دقیقه و۵۲ درجه طول جغرافیایی و به ارتفاع ۱۸ متری سطح دریا قرار گرفته‌است. بدنه اصلی بنا هشت ضلعی و بر بالای اضلاع، قرنیس‌های سینه کفتری و بالای آن کمربندی هشت ضلعی و بالای آن گنبد هرمی شکل هشت ضلعی و بر نوک این بنا یک قندیل طلاکاری شده واقع شده و ارتفاع این بنا ۳۰ متر می‌باشد.
در ورودیه صحن یک درب چوبی نفیس قرار دارد و بر بالای آن پنجره مشبک قرار دارد و بر بالای این پنجره مشبک یک کتیبه وجود دارد و متن این کتیبه بدین شرح می‌باشد: «ظهور و بروز قبر امامزاده معصوم عبّاس بن موسی کاظم در پنجشنبه یکم ماه مبارک رمضان سنه سبع و عشرین و ثمان مائه و اجازه فرمودند سیّد امیر بن سیّد شرف‌الدین حسینی در شب مذکور به ظهور وجود عام»

## ضریح و تزئینات داخلی
در صحن مطهر یک ضریح مشبک فلزی قرار دارد که در سال ۱۳۵۲ ه‍.ش با سعی واهتمام مردم مؤمن و هیئت امنا وقت آستانه و اداره اوقاف شهرستان ساری بر روی مرقد امامزاده عبّاس نصب شده‌است که جلوه خاصی به بقعه داده است. بر حاشیه بالای ضریح مشبک فلزی نو ساز آب طلایی و نقره‌ای ابیاتی با خط خوش نستعلیق فضایلی حکاکی شده‌است. در موازات این ابیات از گوشه شمال غربی ضریح، آیاتی از کلام‌الله مجید با خط خوش جمله: بسم ا… الرحمن الرحیم هل أتی علی الانسان تا امثالهم تبدیلا کتیبه فضایلی ۱۳۵۳ دیده می‌شود.
ساخت ضریح در اصفهان به زرگری حسن پرورش و قلمزنی سیّد علی خسروانی و نجاری اخوان خالق زادگان ونقاشی‌های داخل ضریح توسط صفر علی امامی صورت گرفته‌است. قبل از این ضریح یک ضریح مشبک چوبی قرارداشته‌است که اکنون در انبار موزه اداره اوقاف نگهداری می‌شود. در داخل این ضریح فلزی یک صندوقی بسیار عالی و نفیس که درازای آن ۲۵۰ و پهنای آن ۱۵۰ و بلندی آن ۱۲۰سانتی متر است و بر حاشیه آن آیاتی از کلام‌الله مجید و در وسط بدنه شمالی مقابل دریچه این عبارات حک شده‌است: «بسم الله الرحمن الرحیم هذا المشهد المقدس الحضرات الکرام امامزادگان بحق عباس بن عبدالله بن موسی الکاظم و محمد و حسن و زید عمل الصندوق بسعی و اهتمام سیّد مرتضی بن سیّدعلی بن سیّد شمس الدین بن سیّد عبدالصمد بن سیِد شمس الدین بهرام نجار تحریرا فی التاریخ ماه جمادی الاخر سنه سبع و تسعین و ثمانمائه» با توجه به کتیبه‌های موجود ظاهراً در زمان حکومت سیّد امیر بن شرف الدین حسینی در پنج شنبه اول ماه مبارک رمضان سال ۸۲۷ ه‍. ق قبر امامزاده عباس آشکارگردیده و سیّد امیرمرعشی که پسر سیّد شرف الدین پسر میرقوام الدین مرعشی است از سادات ذی‌نفوذ شهر ساری بود و پس از فوت پدر میرقوام الدین سهم الارث فراوانی به شرف الدین رسید و او نیز به فرزند ارشد خود سیّد امیرمنتقل کرد و پس از آشکار شدن قبر امامزاده عبّاس خبر به او رسید و او این واقعه را مرقوم نموده است: «ظهور و بروز قبرمبارک امامزاده معصوم عبّاس بن موسی کاظم علیه السلامدر شب پنجشنبه بیست ویکم  ماه مبارک رمضان سنه سبع و عشرین و ثمانمائه و اجازه فرمودن سیّد امیر بن سیّد شرف الدین حسین در شب مذکور به ظهور خود عَلم …» و بر روی این چهار قبر یک صندوق چوبی توسط سید مرتضی بهرام نجار در سال ۸۹۷ ه‍. ق قرار گرفته که بر حاشیه آن آیاتی از کلام الله مجید حک شده و در بدنه شمالی آن عبارت زیرحک شده‌است: «بسم الله الرّحمن الرّحیم هذالمشهدالمقدس الحضرات الکرام امامزادگان بحق عبّاس بن عبدالله بن موسی الکاظم و محمدو حسن و زید عمل الصندوق بسعی و اهتمام سیّد مرتضی بن سیّد علی بن سیّد شمس الدین بن سیّد عبدالصمد بن سیّد شمس الدین بهرام نجار تحریرا فی التاریخ ماه جمادی الاخر سنه سبع و تسعین و ثمانمائه» همچنین با توجه به ابیاتی که بر روی درب ورودی بقعه نوشته شده‌است.
حبذا کاخی که هردم بهر فیض بر درش روح القدس آید فرو
مرقد شهزاده عباس شهید ولد کاظم آن شه با آبرو
درزمان شاه روزافزون لقب حضرت آقامحمّد دان که او
خسرودین پروراست وعدل گر سروری گردون شکوه وعدل جو
برحفاظش ساخت عالی گنبدی مسجد وحوض وعمارت نکو
دین پناه آقا حسین کهف الانام تاابد این نام نیکو ماند ازاو
بهر تاریخش بپرسیدم زعقل گفت بادا رحمت یزدان براو
بنظراینگونه می‌رسد در سال ۹۳۷ ه‍. ق یعنی چهل سال پس از استقرار صندوق امامزاده در زمان آقا محمد ملقب به روزافزون که خاندانی بودنددردستگاه حکومت مرعشیان خدمت می‌کردند شخصی بنام آقا حسین کهف الانام این گنبد آجری را ساخته و در کنار آن مسجد و حوض و عمارت هم ساخته بود که اکنون از مسجد و حوض و عمارت اثری نیست. آقا محمد روزافزون پس از برداشتن تمام موانع و از بین بردن حکومت ضعیف شده مرعشیان به تمام مازندران در سال ۹۳۴ ه‍. ق دست یافت و حاکم مطلق تبرستان شد و در سال ۹۳۷ ه‍. ق بقعه امامزاده عبّاس را بنا کرد که نسبت به مزارات شبیه خود که حدود ۹ بنا در ساری و اطراف است از همه با شکوه تر و بلندتر است

## شجره‌نامه
شجره نامه نسب شریف امامزاده عباّس با سه واسطه به امام موسی کاظم (ع) منتهی می‌شود که از قرار ذیل است:
«االعبّاس بن محمّد بن القاسم بن حمزه بن امام موسی الکاظم (ع)»
شیخ آقا بزرگ تهرانی در کتاب (الذریعه) از او بشایستگی نام برده و در کتاب طبقات اعلام الشیعه جلد ۱، صفحه ۱۴۵ و ۱۴۶ می‌نویسد: «العبّاس بن محمّد بن القاسم بن حمزه بن موسی بن جعفر الشریف ابوالفضل، الراوی عن ابی الحسن علی بن ابراهیم قمی تفسیر الموجود …»
ترجمه: عباس بن محمّد بن قاسم بن حمزه بن موسی بن جعفر سیّدی شریف مُکَنی به ابوالفضل و روایت‌کننده تفسیر موجود علی بن ابراهیم قمی است.
در تأیید شجره امامزاده عبّاس امام فخر رازی در کتاب الشجره المبارکه صفحه ۱۱۰ و ۱۱۱ و عمیدی دانشمند نسب‌شناس در کتاب المشجّر الکشاف جلد یک صفحه ۱۳۴ و کتاب تفسیر القمی جلد یک صفحه ۱۷ و سید ابوالقاسم خویی در کتاب معجم رجال الحدیث جلد ۹ صفحه ۲۳۹ از این شخصیت بزرگوار یاد می‌کنند.
امام فخر رازی در کتاب الشجره المبارکه صفحه ۱۰۹ فرزندان امامزاده عباس را حسن، زید و جعفر مکنی به ابومحمد معرفی می‌کند. همچنانکه در کتیبه صندوقی که در داخل ضریح بر روی مزار این چهار امامزاده قرار دارد نوشته شده‌است:
درکنار امامزاده عبّاس حسن و زید و محمد مدفون می‌باشند.
منبع: کتاب تاریخ تشیّع و مزارات شهرستان ساری بقلم دکتر محمد مهدی فقیه بحرالعلوم.